# Carpathonesticus lotriensis
Carpathonesticus lotriensis är en spindelart som beskrevs av Weiss 1983. Carpathonesticus lotriensis ingår i släktet Carpathonesticus och familjen grottspindlar.
Artens utbredningsområde är Rumänien. Inga underarter finns listade.